# Augeneriella basifurcata
Augeneriella basifurcata är en ringmaskart som beskrevs av Fitzhugh 1990. Augeneriella basifurcata ingår i släktet Augeneriella och familjen Sabellidae. Inga underarter finns listade i Catalogue of Life.